# Раменка (приток Устыни)
Раменка — река в Московской области России, правый приток Устыни. Другое название — Кабловка.
Протекает в восточном и юго-восточном направлениях на территории муниципального округа Егорьевск и частично Коломенского городского округа. Исток находится севернее деревни Угорная Слобода, устье — у посёлка Павлова. Длина — 11 километров, площадь водосборного бассейна — 47,2 км².
По данным Государственного водного реестра России, относится к Окскому бассейновому округу. Речной бассейн — Ока, речной подбассейн — бассейны притоков Оки до впадения Мокши, водохозяйственный участок — Ока от города Коломны до города Рязани.